# Cumhuriyet, Karakoçan
Cumhuriyet là một xã thuộc huyện Karakoçan, tỉnh Elâzığ, Thổ Nhĩ Kỳ. Dân số thời điểm năm 2011 là 84 người.